# Ožegovci
Ožegovci su naselje u Republici Hrvatskoj u Požeško-slavonskoj županiji, u sastavu grada Pakraca.

## Zemljopis
Ožegovci se nalazi istočno od Pakraca, na južnim obroncima Ravne gore.

## Stanovništvo
Prema popisu stanovništva iz 2011. godine Ožegovci su imali 34 stanovnika.
| broj stanovnika | 258   | 244   | 212   | 242   | 314   | 423   | 403   | 504   | 368   | 383   | 390   | 311   | 224   | 179   | 37    | 34    | 19    |
|                 | 1857. | 1869. | 1880. | 1890. | 1900. | 1910. | 1921. | 1931. | 1948. | 1953. | 1961. | 1971. | 1981. | 1991. | 2001. | 2011. | 2021. |